# Новый банк развития
Новый банк развития (НБР), ранее известный как Новый банк развития БРИКС, — международная финансовая организация, банк развития, который создан странами-членами БРИКС (Бразилия, Россия, Индия, Китай и ЮАР). Цель деятельности Банка — финансирование инфраструктурных проектов и проектов устойчивого развития в государствах БРИКС и развивающихся странах.

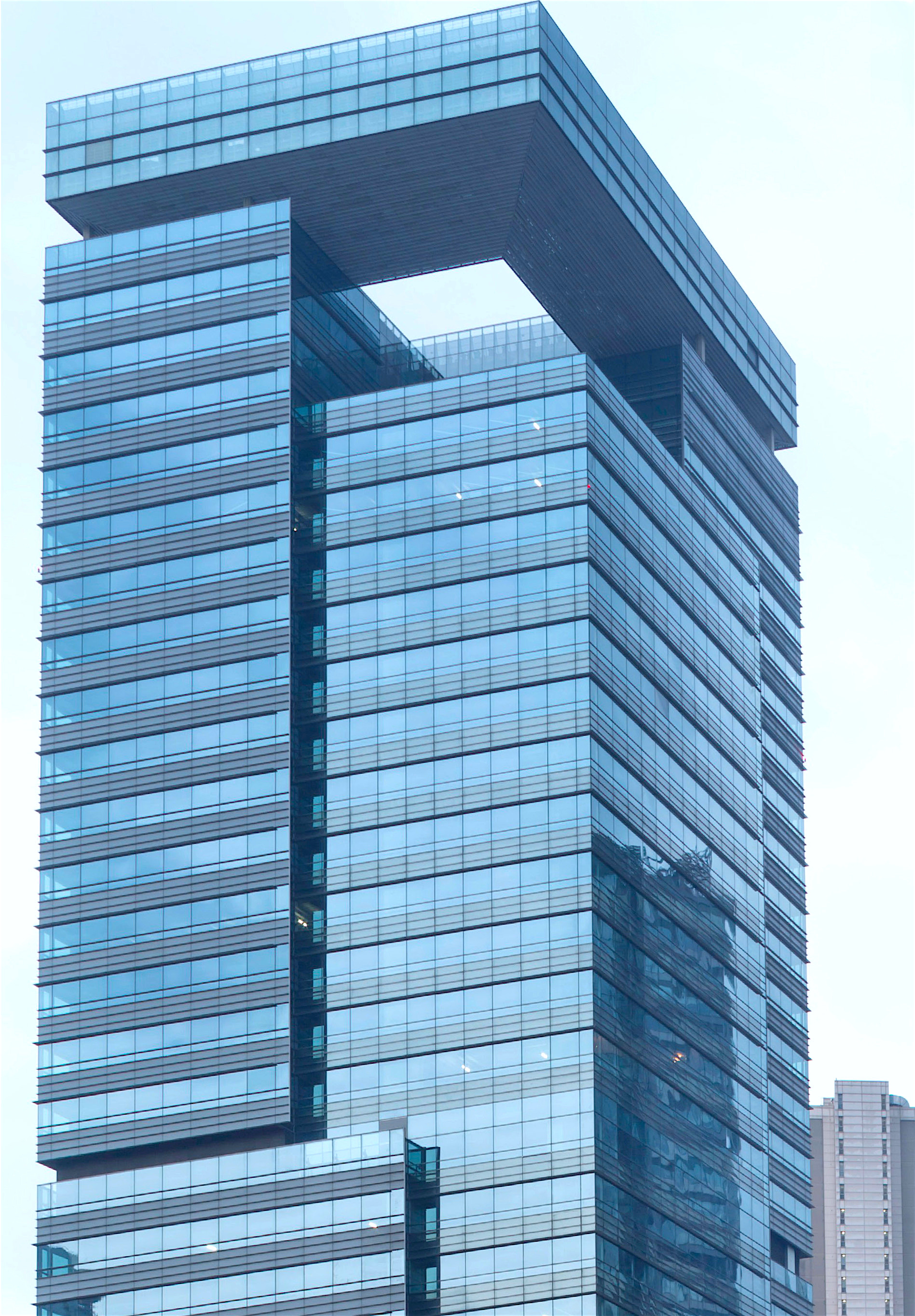
Здание в Шанхае, в котором расположена временная штаб-квартира НБР

Штаб-квартира Банка расположена в Шанхае. Временная штаб-квартира Банка размещается в Башне БРИКС. В сентябре 2017 года был заложен первый камень постоянной штаб-квартиры НБР, которая расположена в Шанхайском Экспо. Переезд Банка в постоянную штаб-квартиру состоялся осенью 2021 года.
На данный момент Банком открыты региональные офисы в ЮАР, Бразилии и Российской Федерации. В мае 2022 года банк сообщил о создании представительства в Индии в штате Гуджарат для финансирования проектов развития Индии и в Бангладеш.

## История
Идея создания банка развития была выдвинута Индией на IV саммите БРИКС в Дели в 2012 году. Политическое решение о создании Банка было принято лидерами БРИКС на V саммите БРИКС, который состоялся в Дурбане 27 марта 2013 года.
Одной из причин создания организации было то, что члены БРИКС неоднократно подвергали критике Всемирный банк и МВФ за то, что при принятии важнейших решений в этих организациях страны-участницы БРИКС не имеют адекватного числа голосов.
Соглашение о Новом банке развития было подписано 15 июля 2014 года, в первый день VI саммита БРИКС в бразильском городе Форталеза. Данный документ открыт для присоединения к нему новых участников.
8 марта 2015 года Президент Российской Федерации Владимир Путин ратифицировал соглашение о создании НБР.
7 июля 2015 года в Москве состоялось инаугурационное заседание Совета управляющих НБР под председательством главы Минфина России Антона Силуанова, на котором был дан старт официальной деятельности Банка. На заседании представители стран-членов НБР выбрали первого президента Банка — Кундапура Вамана Каматха, назначили вице-президентов, а также обозначили приоритеты деятельности организации на первые 5 лет.
27 февраля 2016 года Новый банк развития на полях проходящей встречи министров финансов и глав центробанков «Группы двадцати» подписал соглашение с правительством Китая, которое регламентирует порядок размещения в Шанхае и функционирования штаб-квартиры международного финансового института.
С 4 марта 2022 года по 15 октября 2022 года НБР приостанавливал в России новые транзакции из-за введённых 28 февраля 2022 года президентом России ограничений на деятельность банка.

## Цели
В Статье 1 Соглашения о НБР зафиксировано, что банк мобилизует ресурсы для проектов в области инфраструктуры и устойчивого развития в странах БРИКС, а также в других странах с формирующимся рынком и развивающихся странах. При этом он дополняет деятельность других международных и региональных финансовых институтов.
Советом управляющих НБР утверждена стратегия Банка на 2017—2021 гг. В соответствии с указанным документом приоритетным направлением деятельности Банка является финансирование проектов в области т. н. «устойчивой инфраструктуры» (sustainable infrastructure). Доля проектов в области «устойчивой инфраструктуры» составит около 2/3 кредитного портфеля. Стратегией Банка также предусмотрены следующие приоритетные секторы: транспортная и телекоммуникационная инфраструктура, зелёная энергетика и энергоэффективность, ЖКХ и городское развитие.
В соответствии с поручениями лидеров стран БРИКС и принципами работы многосторонних банков развития НБР отдаёт приоритет проектам, оказывающим положительное влияние на экологию и окружающую среду. Особое внимание также уделяется проектам, содействующим развитию торгово-экономических связей между странами БРИКС.

## Функции
Государства-члены НБР наделили Банк правом осуществлять следующие функции:
- использовать ресурсы для поддержки государственных или частных проектов в области инфраструктуры и устойчивого развития, в странах БРИКС и других развивающихся странах путём предоставления займов, гарантий, участия в капитале и использования других финансовых инструментов;
- сотрудничать с международными и национальными организациями, в особенности с международными финансовыми институтами и национальными банками развития;
- оказывать техническое содействие в подготовке и осуществлении проектов в области инфраструктуры и устойчивого развития;
- поддерживать проекты, в которых участвует более чем одна страна;
- учреждать или брать управление специальными фондами, предназначенными для достижения цели НБР[2].

## Руководство
Согласно Уставу, основными органами управления Банка являются:

### Совет управляющих
Согласно Статьям Соглашения о Новом банке развития, все полномочия Банка предоставляются Совету управляющих, который включает в себя по одному управляющему и одному его заместителю, которые назначаются от каждого члена Банка способом, определяемым по его собственному усмотрению. Управляющими назначаются лица, занимающие должность на уровне министра. Заместитель имеет право голоса только в случае отсутствия замещаемого им управляющего. Совет управляющих ежегодно избирает одного из управляющих своим Председателем.
В настоящее время Российскую Федерацию в Совете управляющих НБР представляет Министр финансов Антон Силуанов.

### Совет директоров
Совет директоров отвечает за общее руководство основной деятельностью Банка и в этих целях использует все полномочия, делегированные ему Советом управляющих, в частности:
- в соответствии с общими указаниями Совета управляющих принимает решения по вопросам бизнес-стратегий, страновых стратегий, займов, гарантий, инвестиций в капитал, заимствований Банка, установления основных операционных правил и процедур, оказания технического содействия и других операций Банка;
- представляет отчётность за каждый финансовый год на утверждение Советом управляющих на каждом ежегодном заседании;
- утверждает бюджет Банка[2].

Каждый учредитель назначает одного Директора и одного его заместителя. Директора осуществляют свою деятельность в течение 2-летнего срока и могут переизбираться. Директор остаётся в своей должности до тех пор, пока не будет выбран его преемник, отвечающий квалификационным требованиям.
В настоящее время Российскую Федерацию в Совете директоров НБР представляет старший банкир госкорпорации ВЭБ.РФ Сергей Сторчак.

### Президент и вице-президенты
Президент Банка избирается Советом управляющих по представлению одного из учредителей в порядке ротации, каждый другой учредитель представлен одним вице-президентом.
Первым избранным президентом НБР стал К. В. Камат из Индии. С 24 марта 2023 года на посту президента Дилма Руссеф из Бразилии.
Президент возглавляет персонал Банка и управляет под руководством Директоров повседневной деятельностью Банка. Вице-президенты имеют полномочия и выполняют функции в управлении Банком, определяемые Советом директоров. Президент и каждый вице-президент занимают свои должности в течение невозобновляемого 5-летнего срока, за исключением первого срока первых Вице-президентов, продолжительность полномочий которых составляет 6 (шесть) лет.
Вице-президентом НБР от Российской Федерации в настоящее время является Владимир Казбеков. Он является ответственным по административным вопросам и кадровой политике Банка, информационным технологиям и коммуникациям.

## Капитал
Разрешённый к выпуску капитал НБР составляет 100 млрд долларов США. Распределённый капитал банка — 50 млрд долларов США (включает оплачиваемый капитал — 10 млрд долларов США — и капитал, оплачиваемый по требованию, в размере 40 млрд долларов США).
Согласно Статьям соглашения Нового банка развития, первоначальный уставный капитал банка разделён на 1 миллион акций номинальной стоимостью 100 тысяч долларов США. Каждый учредитель банка первоначально подписал 100 тысяч акций на общую сумму 10 миллиардов долларов, из которых 20 тысяч акций соответствуют оплаченному капиталу на общую сумму 2 миллиарда долларов и 80 тысяч акций соответствуют капиталу, оплачиваемому по требованию, на общую сумму 8 миллиардов долларов.

## Деятельность

### Проекты
В соответствии с утверждёнными политиками НБР вправе предоставлять широкий набор финансовых инструментов для реализации инфраструктурных проектов в странах-членах. Операции НБР разделены на три категории:
- суверенные операции (суверенные займы или кредиты под суверенные гарантии);
- финансирование через национальные/международные финансовые институты;
- несуверенные операции[14].

К несуверенным операциям относятся финансирование государственных и частных компаний, кредиты под гарантии субъектов федерации, а также вложения в капитал (equity investments). Стратегия НБР на период 2017—2021 гг. предусматривает распределение между суверенными и несуверенными операциями в пропорции 70:30.
На данный момент Банк преимущественно предоставляет суверенные займы, а также займы под суверенные гарантии в долларах США со средним сроком погашения до 19 лет.
В 2018 году Банк начал предоставлять прямое финансирование частным и государственным компаниям.
В марте 2020 года Совет управляющих НБР принял решение о создании специального механизма объёмом 10 млрд долларов США, предназначенного для оказания поддержки стран-участниц в борьбе с пандемией новой коронавирусной инфекции и реализации мер по поддержке экономики. Речь идёт о предоставлении «экстренных» кредитов на нужды здравоохранения и выполнение социальных обязательств, а также финансирование государственных программ по восстановлению экономики. На данный момент Советом директоров Банка одобрены «коронавирусные кредиты» для всех пяти стран-членов Банка.
Банком ведётся активное наращивание проектной деятельности. С момента запуска операционной деятельности и по состоянию на 30 апреля 2021 года Банка Советом директоров НБР одобрено 72 проекта для финансирования на территории стран-учредителей Банка на общую сумму 28,477 млрд долларов США.
Как отметил президент России Владимир Путин, Российская Федерация исходит из того, что НБР будет развивать финансирование проектов в национальных валютах стран БРИКС.

### Проекты НБР в России

#### Проекты, реализуемые с привлечением суверенных займов

##### 1. Содействие развитию судебной системы Российской Федерации
НБР предоставил Российской Федерации суверенный заём на сумму $460 млн для реализации проекта по повышению эффективности работы судебной системы и совершенствованию судебной защиты прав и законных интересов физических и юридических лиц путём улучшения инфраструктуры и внедрения современных информационных технологий.
Среди мероприятий проекта предусмотрена автоматизация наиболее важных деловых процессов в деятельности судов, совершенствование функционирования системы принудительного исполнения судебных актов, а также строительство и реконструкция зданий органов судебной системы.

##### 2. Комплексное развитие территории и инфраструктуры малых исторических поселений
НБР предоставил Российской Федерации суверенный заём в размере $220 млн для реализации проекта по комплексному развитию территории и инфраструктуры 9 малых исторических поселений (Торжок, Выборг, Гороховец, Чистополь, Ростов Великий, Суздаль, Старая Русса, Арзамас и Тутаев). Предусмотрено финансирование сохранения и развития культурного наследия малых городов, а также улучшение туристической инфраструктуры.
В 2020 году Советом директоров Банка одобрено предоставление Российской Федерации суверенного займа объёмом €205 млн на финансирование второго этапа проекта, который предполагает улучшение инфраструктуры следующих городов: Азов, Белёв, Галич, Касимов, Кинешма, Шуя, Елец и Зарайск.

##### 3. Развитие систем водоснабжения городов бассейна реки Волга
НБР предоставил Российской Федерации суверенный заём в размере $320 млн для реализации проекта по модернизации систем водоснабжения и водоотведения в пяти выбранных в конкурсном порядке городах бассейна реки Волга (Чебоксары, Дзержинск, Иваново, Рыбинск и Волжский).

#### «Коронавирусный» кредит
В марте 2021 года Совет директоров НБР одобрил предоставление Российской Федерации в размере $1 млрд по программе экстренной помощи странам-членам банка в борьбе с пандемией COVID-19. Предоставляемые НБР средства предполагается использовать для покрытия расходов бюджета Российской Федерации на борьбу с коронавирусной инфекцией, включая осуществлённые выплаты медицинским работникам.

#### Несуверенные операции
В рамках несуверенного кредитования НБР ведёт активную работу с крупнейшими российскими корпоративными заёмщиками. Соответствующие кредиты предоставлены ПАО «МТС» (на развитие региональной телекоммуникационной инфраструктуры), ПАО «СИБУР ХОЛДИНГ» (на повышение «экологичности» проекта «ЗапСибНефтехим») и ОАО «Российские железные дороги» (на обновление локомотивного парка).

#### Кредитование других МБР

##### 1. СтроительствоБелопорожских малых ГЭСв Карелии (кредиты Евразийскому банку развития и Международному инвестиционному банку)
Проект предусматривает предоставление финансирования в объёме $100 млн на строительство двух малых гидроэлектростанций в Карелии суммарной проектной мощностью 50 МВт. Реализация проекта позволит поставлять чистую электроэнергию в удалённые районы Карелии, а также сократит выбросы СО2 на 48 тыс. тонн в год.
В 2017 г. проект по строительству Белопорожских ГЭС получил международную премию «Малая энергетика — большое достижение» в номинации «Лучший инвестиционный проект года».

##### 2. Кредитная линия Евразийскому банку развития на программу развития возобновляемой энергетики
Проект предусматривает предоставление финансирования в объёме $300 млн для реализации проектов в сфере возобновляемой энергетики на территории Российской Федерации. Средства НБР будут направлены на введение дополнительных мощностей солнечной, ветреной и гидроэнергетики. Суммарная годовая выработка составит не менее 320ГВт*ч, а сокращение выбросов СО2 составит около 200 тыс. тонн ежегодно.

##### 3. Кредитные линии Евразийскому банку развития на инвестиции в транспортный сектор и систему ЖКХ
Совет директоров НБР одобрил предоставление двух кредитных линий ЕАБР объёмом $100 млн каждая на реализацию проектов по развитию системы платных дорог и модернизации сектора водоснабжения и водоотведения.

##### 4. Кредитная линия Черноморскому банку торговли и развития на развитие российской портовой инфраструктуры
Проект предусматривает предоставление финансирования в объёме €100 млн на модернизацию инфраструктуры в морском порту Мурманск, строительство арктических пассажирских судов и реализацию прочих проектов в секторе водного транспорта.
После российского вторжения на Украину, во избежания попадания под санкции, банк отказался от новых инвестиционных проектов в России.

## Заимствования
НБР получены долгосрочные кредитные рейтинги АА+ от Fitch Ratings и S&P Global Ratings, ААА от Japan Credit Rating Agency, ACRA что позволяет привлекать долгосрочное фондирование в резервных и национальных валютах на международных рынках капитала, а также на финансовых рынках стран БРИКС.
19 июля 2016 года НБР успешно выпустил на китайском межбанковском рынке первые «зелёные» облигации в объёме 3 млрд юаней и сроком обращения 5 лет.
В 2019 году Банк также зарегистрировал биржевую облигационную программу объёмом 100 млрд рублей, что позволяет привлекать рублёвое финансирование на российском долговом рынке.
В 2020 году НБР осуществил дебютные выпуски на международных рынках капитала (2 млрд долларов США сроком на 5 лет и 1,5 млрд долларов США сроком на 3 года), а также продолжил регулярное привлечение юаней на китайском долговом рынке.
20 апреля 2021 года НБР объявил о выпуске пятилетних облигаций на сумму 1,5 млрд долларов. Эта сделка является третьим размещением номинированных в долларах США облигаций Банка на международных рынках. Средства от выпуска облигаций будут направлены на финансирование проектов в области устойчивого развития, а также выдачу кредитов по программе экстренной помощи странам-членам Банка по борьбе с новой коронавирусной инфекцией (COVID-19).

## Взаимоотношения с другими институтами

### Подход
В Статьях Соглашения Банка говорится, что НБР создан для дополнения деятельности, осуществляемой многосторонними и региональными финансовыми институтами в интересах глобального роста и развития. Учредители уполномочили НБР сотрудничать в рамках своего мандата с другими международными организациями, а также с национальными структурами (государственными или частными), в частности, с международными финансовыми институтами и национальными банками развития. Кроме того, НБР активно наращивает взаимодействие с деловым сообществом в странах-членах в том числе в рамках форума БРИКС. Первый президент НБР К. В. Каматх отмечал, что Банк рассматривает другие международные финансовые институты, в том числе МВФ и Всемирный банк, как партнёров, а не конкурентов.

### Азиатский банк развития
В июле 2016 года НБР подписал с Азиатским банком развития (АБР) меморандум о взаимопонимании в области стратегического сотрудничества. Два института выразили готовность к обмену знаниями и совместному финансированию проектов, направленных на повышение энергоэффективности, развитие возобновляемой энергетики, экологически чистого транспорта, устойчивого управления водными ресурсами и систем очистки сточных вод.

### Азиатский банк инфраструктурных инвестиций
НБР и АБИИ имеют взаимодополняющие мандаты и разную географическую направленность, при этом НБР больше ориентирован на страны БРИКС. В то же время существует определённое совпадение между мандатами НБР и АБИИ, поскольку оба они ориентированы на развитие инфраструктуры в странах-членах и уделяют особое внимание устойчивому развитию.

### Всемирный банк
В сентябре 2016 года НБР и Группа Всемирного банка подписали меморандум о взаимопонимании и сотрудничестве и было объявлено, что совместные усилия НБР и Группы Всемирного банка будут сосредоточены в первую очередь на развитии инфраструктуры.

## Соглашения о партнёрстве и сотрудничестве

### Многосторонние банки развития
- Африканский банк развития
- Межамериканский банк развития и IDB Invest
- Финансовый фонд развития бассейна реки Плата
- Европейский банк реконструкции и развития
- Европейский инвестиционный банк
- Азиатский банк инфраструктурных инвестиций
- Евразийский банк развития
- Международный инвестиционный банк
- Андская корпорация развития
- Группа Всемирного банка
- Азиатский банк развития

### Национальные банки развития
- Бразильский банк развития
- Банк развития Южной Африки
- Китайский банк развития

### Международные институты и инициативы
- Процесс по вопросам создания Центра многостороннего сотрудничества по финансированию развития
- Продовольственная и сельскохозяйственная организация ООН (ФАО)
- Деловой совет БРИКС
- Экспортно-кредитные агентства БРИКС
- Сотрудничество в рамках инициативы «Пояса и пути»
- Механизм межбанковского сотрудничества БРИКС

### Коммерческие банки
- State Bank of India (Индия)
- Banco Santander (Brasil) S.A. (Бразилия)
- Industrial and Commercial Bank of China (КНР)
- Agricultural Bank of China (КНР)
- Bank of Communications (КНР)
- Standard Bank (ЮАР)
- China Construction Bank (КНР)
- Industrial Credit and Investment Corporation of India (Индия)
- Bank of China (КНР)

### Корпорации
- ОАО «Российские железные дороги»

### Университеты
- Шанхайский финансово-экономический университет

Источник: NDB